# احمد علی جبرییلی
احمد علی جبرییلی (زاده: ۱۳۳۸ هرات، ولایت هرات) سیاست‌مدار افغانستانی و نماینده مردم هرات در دوره پانزدهم مجلس نمایندگان افغانستان است.

## زندگی‌نامه
احمد علی جبرییلی متولد ۱۳۳۸ از هرات ولایت هرات افغانستان است. وی دارای تحصیلات حوزوی در رشته حقوق و معارف اسلامی از حوزه علمیه مشهد است.

## دیگر فعالیت‌ها
- عضو دائمی شورای ائتلاف اسلامی مجاهدین در ایران.[۱]
- رئیس و سخنگو شورای ائتلاف اسلامی مجاهدین در پیشاور.[۱]
- عضو شورای سرپرستی رادیو تلویزیون ملی.[۱]
- عضو شورای پنج نفره عقیدتی، سیاسی وزارت دفاع.[۱]
- عضو شورای سه نفره بنیانگذار لیسه/دبیرستان انقلاب اسلامی و مرکز حسنیه هجرت.[۱]
- از اعضای مؤسسین و عضو هیئت رهبری حزب رعد اسلامی افغانستان.[۱]